# یو گوتی
یو گوتی (انگلیسی: Yo Gotti؛ زادهٔ ۱۹ مهٔ ۱۹۸۱) یک موسیقی‌دان اهل ایالات متحده آمریکا است. وی از سال ۲۰۰۰ میلادی تاکنون مشغول فعالیت بوده‌است.